# Warren (Rhode Island)
Warren é uma vila localizada no estado americano de Rhode Island, no condado de Bristol. Foi fundada em 1620 e incorporada em 1747.

## Geografia
De acordo com o United States Census Bureau, a vila tem uma área de 22,5 km², onde 15,8 km² estão cobertos por terra e 6,7 km² por água.

## Demografia
Segundo o censo nacional de 2010, a sua população é de 10 611 habitantes e sua densidade populacional é de 669,43 hab/km². É a localidade menos populosa e também a que, em 10 anos, teve a maior redução populacional do condado de Bristol. Possui 5 149 residências, que resulta em uma densidade de 324,84 residências/km².